# Ture Nygren
Ture Ingmar Nygren, född 22 december 1927 i Borås, död 4 april 2013 i Borås, var en svensk fotbollsmålvakt.
Nygren representerade IF Elfsborg mellan 1948 och 1953, och gjorde sammanlagt 37 allsvenska matcher för klubben.